# Peter Uhrig
Peter Uhrig (* 23. Mai 1965 in Worms) ist ein ehemaliger deutscher Ruderer. Er war 1989 Weltmeister im Leichtgewichts-Doppelvierer.

## Sportliche Karriere
Der 1,90 m große Peter Uhrig vom Wormser Ruderclub Blau-Weiß von 1883 gewann bei den Weltmeisterschaften 1989 in Bled zusammen mit Jan Fischer, Björn Gehlsen und Thomas Melges den Titel im Leichtgewichts-Doppelvierer. 1990 in Tasmanien belegte der Vierer mit Kai von Warburg für Jan Fischer den siebten Platz. 1991 ruderte Uhrig im Leichtgewichts-Einer, bei den Weltmeisterschaften 1991 gewann er die Silbermedaille hinter dem Iren Niall O’Toole.
Da Leichtgewichts-Rudern erst bei den Olympischen Spielen 1996 ausgetragen wurde, versuchte sich Peter Uhrig 1992 im Doppelzweier ohne Gewichtsbeschränkung. Zusammen mit Christian Händle gewann er den zweiten Vorlauf bei den Olympischen Spielen in Barcelona, musste dann aber passen; sein Ersatzmann Jens Köppen und Händle belegten den achten Platz. Auch 1993 trat Uhrig mit Christian Händle im Doppelzweier an, bei den Weltmeisterschaften 1993 in Račice u Štětí gewannen die beiden die Bronzemedaille hinter den Booten aus Frankreich und Norwegen. Im Jahr darauf siegten die Norweger Lars Bjønness und Rolf Thorsen bei den Weltmeisterschaften 1994, Händle und Uhrig erhielten dahinter die Silbermedaille. 1995 ruderte Uhrig zusammen mit Ingo Euler im Leichtgewichts-Doppelzweier, die beiden belegten den zehnten Platz bei den Weltmeisterschaften. 1996 erreichten die beiden den elften Platz bei den Olympischen Spielen 1996.
Bei deutschen Meisterschaften gewann Uhrig 1989 und 1990 den Titel im Leichtgewichts-Doppelvierer. 1991 siegte Peter Uhrig im Leichtgewichts-Einer. 1992 gewann Uhrig mit Christian Händle den Titel im Doppelzweier, 1993 und 1994 belegten die beiden den zweiten Platz hinter Stephan Volkert und André Steiner. Im Leichtgewichts-Doppelzweier gewann Uhrig 1996 mit Ingo Euler seinen letzten Meistertitel, nachdem er bereits 1990 mit Thomas Melges gesiegt hatte.